# Zwischenfall im Arabischen Meer 2021
Zu einem Zwischenfall im Arabischen Meer kam es in der Nacht zum 30. Juli 2021, als der Öltanker Mercer Street mutmaßlich von einer Drohne iranischer Herkunft getroffen wurde. Das Schiff war ohne Frachtgut auf dem Weg von Tansania zu den Vereinigten Arabischen Emiraten. Es wird von einem israelischen Vertragsreeder betreut. Der rumänische Kapitän und ein britischer Sicherheitsmann wurden dabei getötet. Der Vorfall soll sich nordöstlich nahe der omanischen Insel Masirah im Arabischen Meer ereignet haben. Das Schiff befand sich anschließend im Hafen von Fudschaira (VAE) und wurde von United-States-Navy-Personal begutachtet, welches zu dem Ergebnis kam, dass es sich um einen Drohnenangriff handele.
Staaten wie die USA, Rumänien, das Vereinigte Königreich und Israel gehen von einem iranischen Drohnenangriff aus, auch weil Israel sein Geheimdienstmaterial zu dem Vorfall zur Verfügung stellte. Zwei Suizid-Drohnen sollen das Schiff demnach im Abstand von ein paar Stunden angegriffen haben. Der erste Angriff erfolgte am Abend des 29. Juli und der zweite am 30. Juli in der Nacht. Der zweite Angriff beschädigte die Kommandobrücke und tötete die zwei Besatzungsmitglieder. Iranische Medien sprachen kurz nach dem Vorfall über eine angebliche iranische Vergeltung für einen vorigen israelischen Luftschlag in Syrien, in dem Mitglieder der iranischen Revolutionsgarde starben.
Der israelische Verteidigungsminister Benny Gantz erklärte gegenüber ausländischen Diplomaten am 25. August 2021, dass die israelische Einschätzung sei, dass die eingesetzte Drohne von Iran aus gestartet und der Angriff von der iranischen Führung genehmigt wurde. Die  Islamische Republik Iran selbst bestritt, etwas mit der Attacke zu tun zu haben.

## Reaktionen
- Der ehemalige israelische Premierminister Naftali Bennett wollte angesichts des Angriffes Vergeltung an Iran üben.[5]
- Die sieben Industrieländer der G7, darunter Deutschland, machten in einer Pressemitteilung vom 6. August 2021 Iran für den mutmaßlichen Drohnenangriff verantwortlich und forderten den Staat darin auf, alle Aktivitäten zu stoppen, die mit den „einschlägigen Resolutionen des UN-Sicherheitsrats“ unvereinbar sind.[6]